# Pedicularis breviscaposa
Pedicularis breviscaposa är en snyltrotsväxtart som beskrevs av Yamazaki. Pedicularis breviscaposa ingår i släktet spiror, och familjen snyltrotsväxter. Inga underarter finns listade i Catalogue of Life.